# Puncturella
Puncturella is een geslacht van weekdieren uit de klasse van de Gastropoda (slakken).

## Soorten
- Puncturella abyssicola A. E. Verrill, 1885
- Puncturella agger R. B. Watson, 1883
- Puncturella analoga Martens, 1903
- Puncturella antillana Pérez Farfante, 1947
- Puncturella brychia Watson, 1883
- Puncturella capensis Thiele, 1919
- Puncturella caryophylla Dall, 1914
- Puncturella conica (d'Orbigny, 1841)
- Puncturella cooperi Carpenter, 1864
- Puncturella dorcas Kira & Habe, 1951
- Puncturella expansa (Dall, 1896)
- Puncturella fastigiata A. Adams, 1853
- Puncturella galeata (Gould, 1846)
- Puncturella galerita Hedley, 1902
- Puncturella granitesta (Okutani, 1968)
- Puncturella harrisoni (Beddome, 1883)
- Puncturella kawamurai Habe, 1961
- Puncturella larva (Dall, 1927)
- Puncturella longifissa Dall, 1914
- Puncturella major Dall, 1891
- Puncturella noachina (Linnaeus, 1771) - Doorboorde napslak
- Puncturella nobilis (A. Adams, 1860)
- Puncturella parvinobilis Okutani, Fujikura & Sasaki, 1993
- Puncturella pauper Dall, 1927
- Puncturella piccirida Palazzi & Villari, 2001
- Puncturella plecta Watson, 1883
- Puncturella pseudanaloga Powell, 1957
- Puncturella punctocostata S. S. Berry, 1947
- Puncturella raricostata Golikov & Sirenko, 1980
- Puncturella regia (Shikama & Habe, 1961)
- Puncturella rimaizenaensis Okutani, Fujikura & Sasaki, 1993
- Puncturella rothi McLean, 1984
- Puncturella similis Warén & Bouchet, 2009
- Puncturella sinensis G. B. Sowerby III, 1894
- Puncturella solis Beck, 1996
- Puncturella spirigera Thiele, 1912
- Puncturella volcano Simone & Cunha, 2014